# Frasco de pólvora

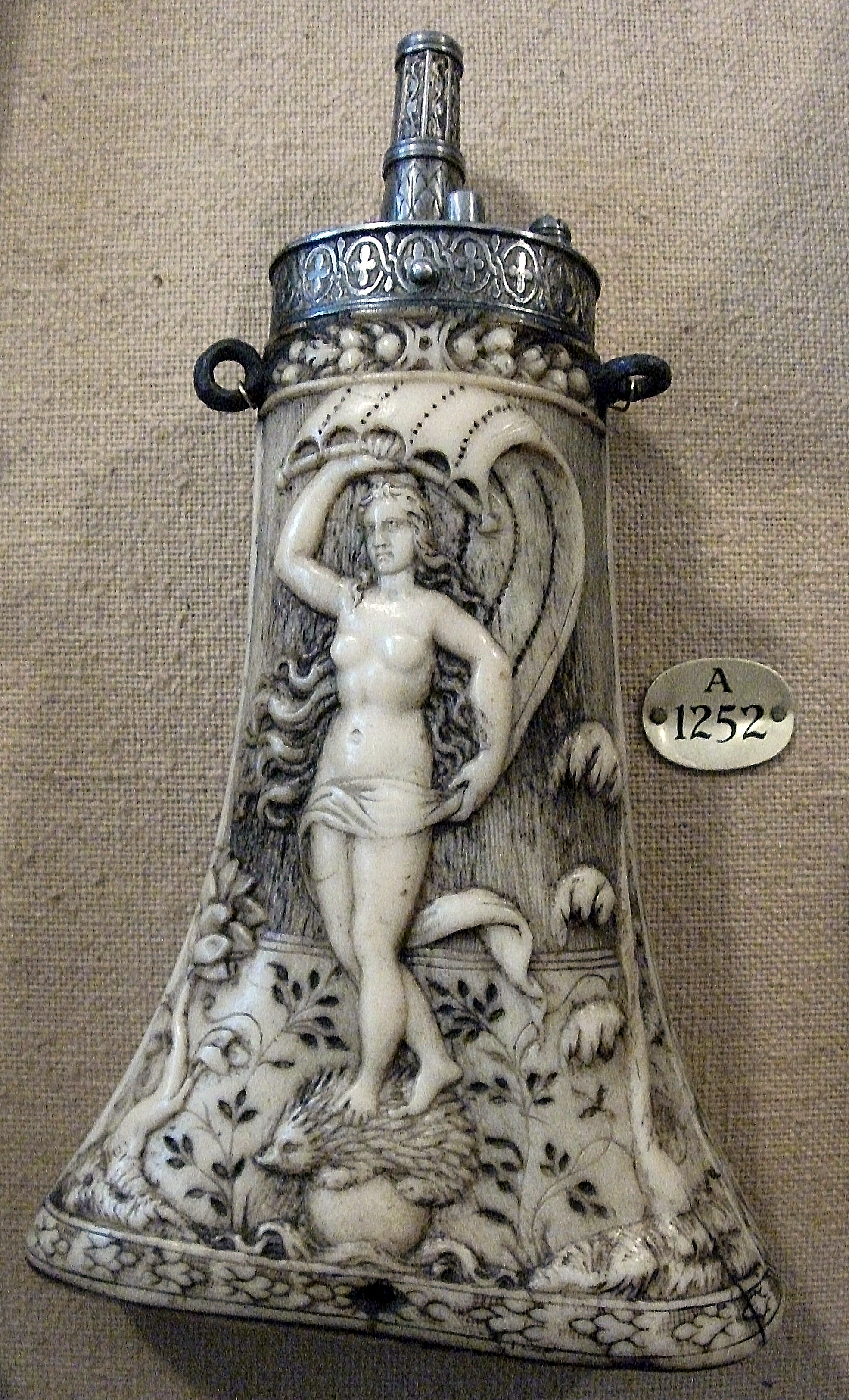
Frasco alemán de acero, c. 1570 ; la Fortuna está de pie sobre un erizo sobre un globo terráqueo.

Un frasco de pólvora, también llamado polvorera (aunque hay polvoreras que son simples cajas no frascos) es un pequeño recipiente para pólvora negra, más o menos con forma de botella, que era una parte esencial del equipo de tiro en las armas de fuego de avancarga, antes de que los cartuchos de papel prefabricados se convirtieran en un estándar en el siglo XIX. Van desde los cuernos de pólvora primitivos primeras formas de envases de consumo, hasta unas obras de arte muy elaboradas, que han sido ampliamente conservadas por los coleccionistas. Muchos eran modelos militares estandarizados, pero por lo general, los más decorados los utilizaba la gente adinerada, para el tiro deportivo o la caza.
Aunque el término cuerno de pólvora se utiliza a veces para cualquier tipo de frasco de pólvora, el cuerno es estrictamente una subcategoría de frasco de pólvora hecho a partir de un cuerno de bóvido completamente vaciado. Normalmente, los frascos de pólvora se fabricaban con una gran variedad de materiales y formas, aunque se procuraba evitar los metales ferrosos que eran propensos a emitir chispas cuando se golpeaban. La cornamenta de ciervo, que se solía adornar tallada a mano, era un material muy empleado, pero la madera y el cobre también eran habituales, y en la India, el marfil .

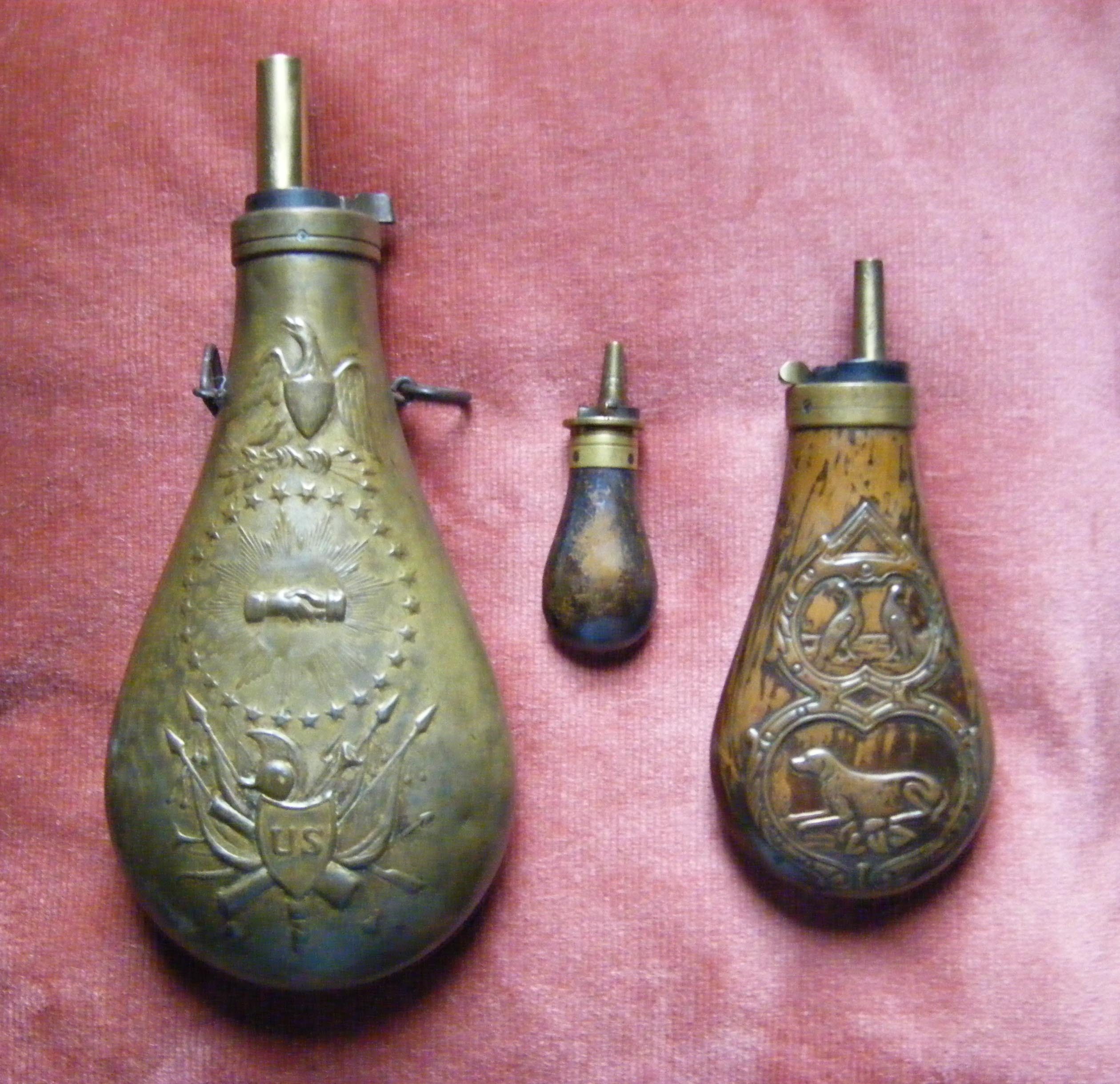
Frasco americano: a la izquierda para los modelos de Colt, a la derecha para los Remington

Las armas de fuego primitivas (como la llave de Miquelet) requerían dos formas diferentes de pólvora, una pólvora estándar más gruesa para la carga principal y una pólvora de cebar más fina para la cazoleta, es decir que necesitaban dos recipientes, un frasco principa l como almacén y un frasco de cebar más pequeño.
Aparte de los cuernos de pólvora, que conservaban la forma original, las formas habituales eran o bien con forma de Y invertida hecha de una cornamenta, o bien con forma de pera generalmente aplanada con un pico recto ( poire à poudre en francés), o bien con una forma redonda aplanada, y para los frascos más grandes un triángulo con lados redondeados cóncavos, que a diferencia de los frascos más pequeños se podía aguantar de pie sobre una superficie horizontal. La mayoría de diseños (imitando el primitivo cuerno de pólvora) tenían una amplia apertura con un tapón para llenar y una boquilla delgada para dispensar. Se utilizaban varios dispositivos para poder cargar una cantidad precisa de pólvora dentro del cañón, ya que era importante no cargar ni demasiado ni demasiado poca pólvora, o la pólvora se dispensaba en una medida de pólvora o "cargador" (de éstos sobreviven muy pocos). Hacia 1600 había un frasco alemán que tenía un pico de plata con una "válvula telescópica, ajustable para diferentes tamaños de cargas de pólvora".

## Uso
Aunque los cartuchos de papel prefabricados se remontan a la Edad Media, durante muchos siglos fueron fabricados por el tirador o por un criado, en lugar de ser producidos en serie, así que también necesitaban un recipiente de pólvora, antes de fabricarlos. A diferencia de los cartuchos modernos, éstos no se introducían dentro del arma, sino que eran una cantidad pre-medida de pólvora almacenada en un envoltorio de papel, a veces con la bala también incluida. Cargar el arma implicaba abrir el paquete, vaciar la pólvora dentro del cañón, insertar la bala con el papel que se doblaba como guata y, a continuación, presionarlo todo con la baqueta. Esto era algo más rápido y conveniente que tener que medir la carga de pólvora cada vez, especialmente en una situación de combate. Sin embargo, no hubo una fabricación a gran escala de estos cartuchos de papel hasta el siglo XIX, e incluso entonces tenían sobre todo un uso militar; el coste añadido les hizo menos populares entre los cazador civiles hasta la llegada del cartucho metálico autónomo y las armas de retrocarga .
En el proceso cíclico de disparo de un arma de avancarga, una preocupación importante de seguridad era que cuando se volvía a poner la pólvora dentro del cañón poco después de un disparo, podía haber pequeños trozos de guata incandescente en la boca, lo que podía hacer que la nueva carga de pólvora se encendiera como un rayo. Mientras ninguna parte del cargador se enfrentara al extremo del cañón, era probable que provocara heridas graves, pero si una chispa llegaba al suministro principal del frasco de pólvora era probable que se produjera una explosión peligrosa, incluso mortal. El general Sir James Pulteney, 7º Baronet, fue una de estas víctimas; murió en 1811 por complicaciones después de perder un ojo cuando un frasco de pólvora le explotó accidentalmente en la cara en Norfolk . Charles Kickham, destacado en la Hermandad Republicana Irlandesa, creció en gran parte sordo y casi ciego como resultado de una explosión de este tipo cuando tenía 13 años, hacia 1840. Se tomaron varias precauciones en el diseño y el uso de frascos de pólvora para evitar que esto sucediera, y desde el siglo XVI los ejemplos más sofisticados suelen tener muelles para cerrar automáticamente la boquilla dispensadora (esto es mucho menos frecuente con los cuernos de pólvora más sencillos).
Los manuales modernos sobre armas de avancarga dicen que nunca se debería utilizar el frasco para verter la pólvora directamente por la boca, para evitar sobrecargas peligrosas y posibles estallidos de los cañones pero en la prensa deportiva inglesa del siglo XVIII y principios del XIX, queda demasiado claro que ésta era una práctica habitual, provocando muchos accidentes. Algunos vídeos de YouTube que demuestran la avancarga mantienen sus antiguas tradiciones. En cambio, es más correcto verter la pólvora en un recipiente intermedio conocido como cargador o medida de pólvora. A veces, la tapa de la boquilla servía de medida, especialmente en los frascos de cebar, y en ocasiones, la misma boquilla en sí era la medida, con un dispositivo deslizante para cerrar el suministro en la base, así como un tapón. Este tipo se convirtió en la norma a mediados del siglo XIX.

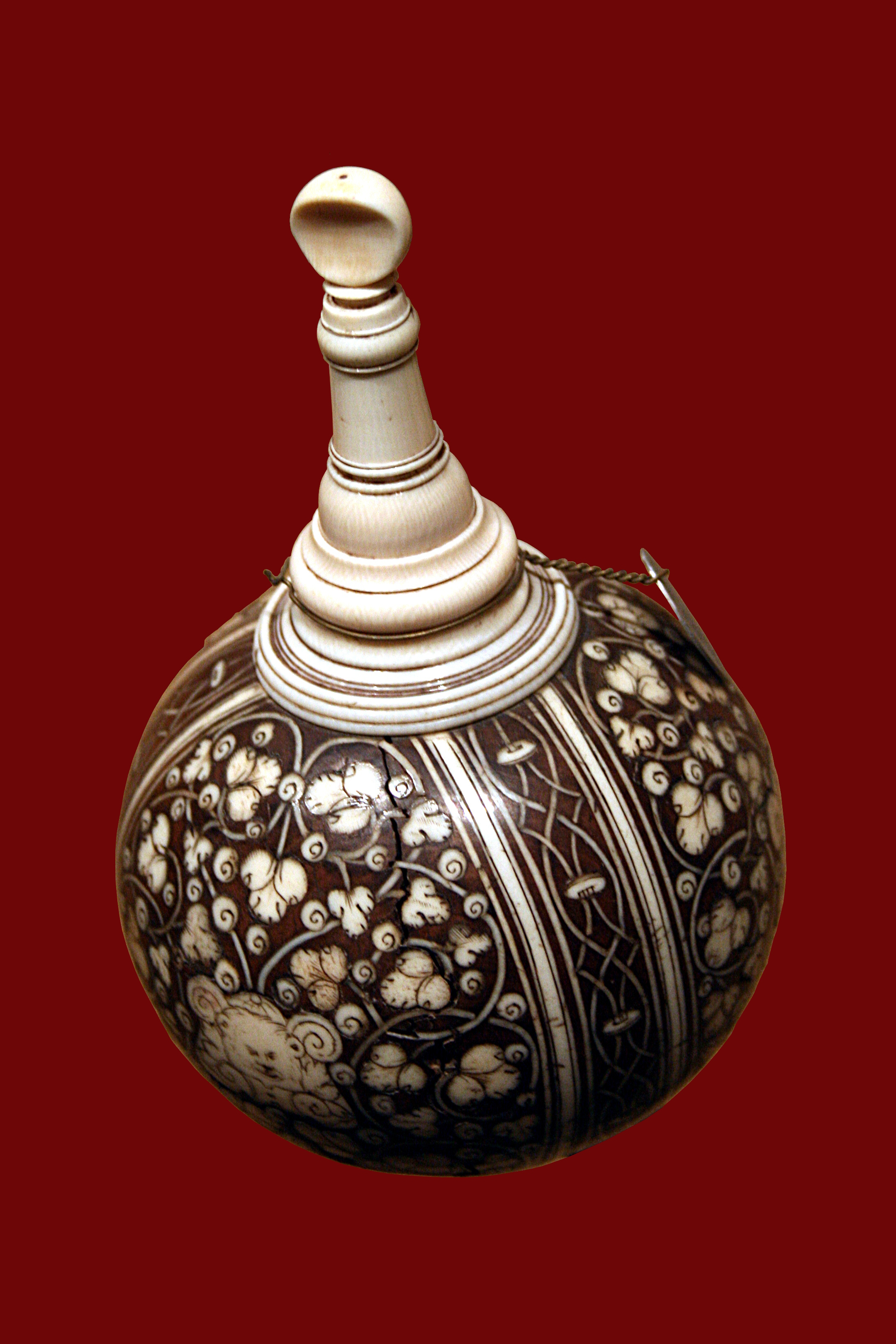
Frasco de cebollado, Alemania (ca. 1600)

Las armas de alta calidad a menudo iban emparejadas con un frasco, cargadores y otros accesorios a juego. Muchos frascos tienen anillas pequeñas para un cordón, que se enganchaba al cuello para llevarlos, sobre todo antes de que los bolsillos grandes de la ropa de caza llegaran a Europa en el siglo XVIII. Algunos ejemplos tienen cordones elaborados originales con nudos y borlas.
Durante el siglo XVIII, los cartuchos de papel se hicieron cada vez más populares, cuando la mayor proporción de los frascos fabricados eran del tipo de cebar, que todavía era imprescindible. Parece ser que en el ejército británico en la Guerra del francés, a pesar de la normativa que especificaba de los cuernos de pólvora y los frascos de cebar, se consideró la polvera inferior en rendimiento a los cartuchos de papel, y el uso se cambió informalmente por los cartuchos de papel durante el guerra. El frasco de pólvora finalmente quedó obsoleto por la propagación de las armas de retrocarga con las innovaciones introducidas por Hall, Sharps, Spencer, y el posterior desarrollo de cartuchos autónomos, desarrollados y comercializados con éxito por Oliver Winchester, que con su advenimiento van convertir los cartuchos en el estándar de facto. Los frascos de pólvora también se utilizaban para cebar cañones navales; ese frasco que era tan grande o incluso mayor que una polvera de un arma personal. Las cajas grandes y rectangulares de las que se extraían las principales cargas de pólvora de los cañones de avancarga, se llaman cajas de pólvora; éstos se utilizaban para preparar cartuchos previamente, o para cargar la pólvora directamente antes de disparar.

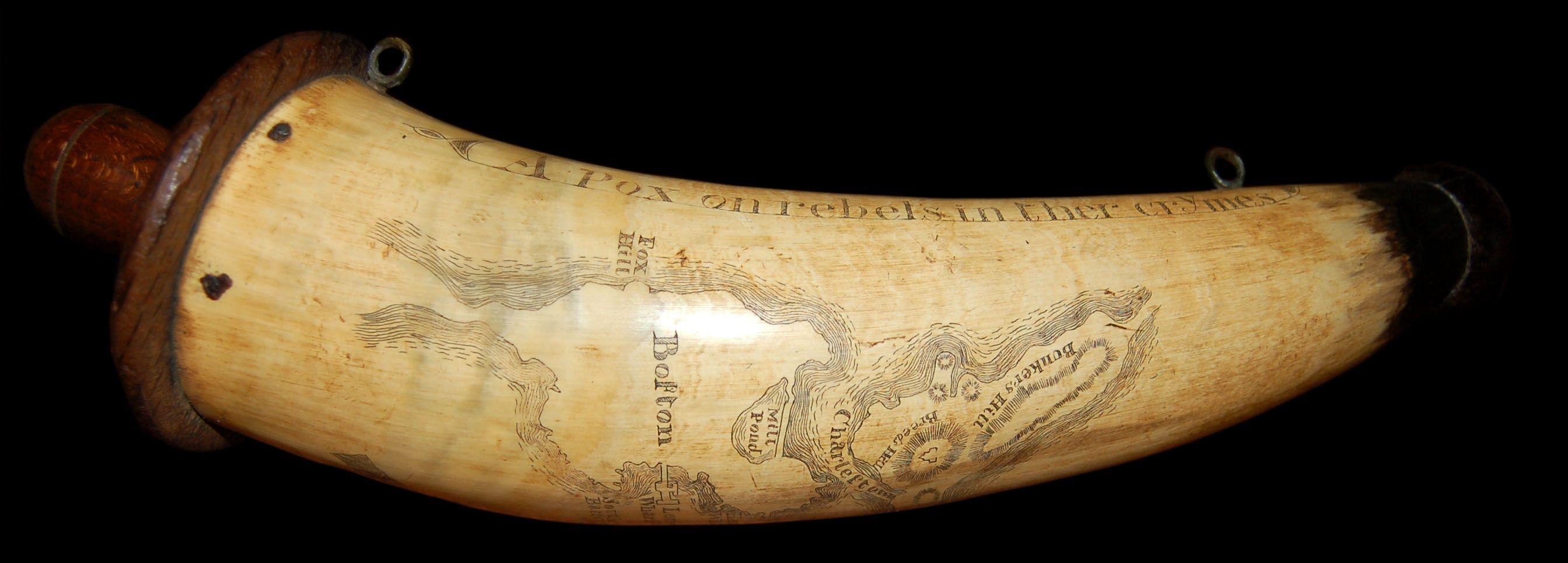
Cuerno de pólvora de soldado británico, 1775, grabada con un mapa de Boston, Massachusetts y "A Pox on rebels in ther crymes"

La mayoría de los gran cantidad de frascos fabricados en los lugares del mundo en los que se utilizaban armas de fuego durante la edad moderna eran relativamente sencillos y funcionales, y no se han conservado. Pero aquellos hechos para cazadores o soldados ricos podían tener una decoración de la más alta calidad, y muchos cuernos hechos artesanalmente tienen grabados de arte popular semejantes a skrimshaw . Se recogen en varios niveles; Los primeros ejemplos hechos a mano de alta calidad son caros y se pueden encontrar en los museos locales o militares y en los de artes decorativas, mientras que los ejemplos de metal producidos en masa en el siglo XIX son un tipo de antigüedad relativamente barata y ampliamente coleccionados.

### Tradición occidental
Los frascos de lujo ricamente decorados, en Alemania, se hacían de cornamenta y otros materiales, y en la India, de marfil e incluso de jade . Hay una serie de frascos alemanes del siglo XVI y principios del XVII muy ricamente cortados a mano con gran variedad de escenas, con emblemáticas figuras. El cuerno de cérvido se utilizaba para decorar una serie de objetos asociados a la caza, desde botones hasta pistolas, mangos de cuchillos y sillas de montar decoradas por doquier con rodajas de cornamenta cortadas a mano. Los uniformes de los guardias de los príncipes alemanes podrían incluir frascos elaborados, a menudo decorados con diseños heráldicos.
En el siglo XIX, los frascos metálicos estampados con un diseño central en bajorrelieve eran los más habituales, y los tipos estándar de fabricantes particulares dominaban el mercado, algunos producidos por fabricantes de armas o polvos y con marcas o publicidad. La forma de pera se ha vuelto dominante para los frascos más pequeños, que solían guardarse mayoritariamente en el bolsillo.

### Asia

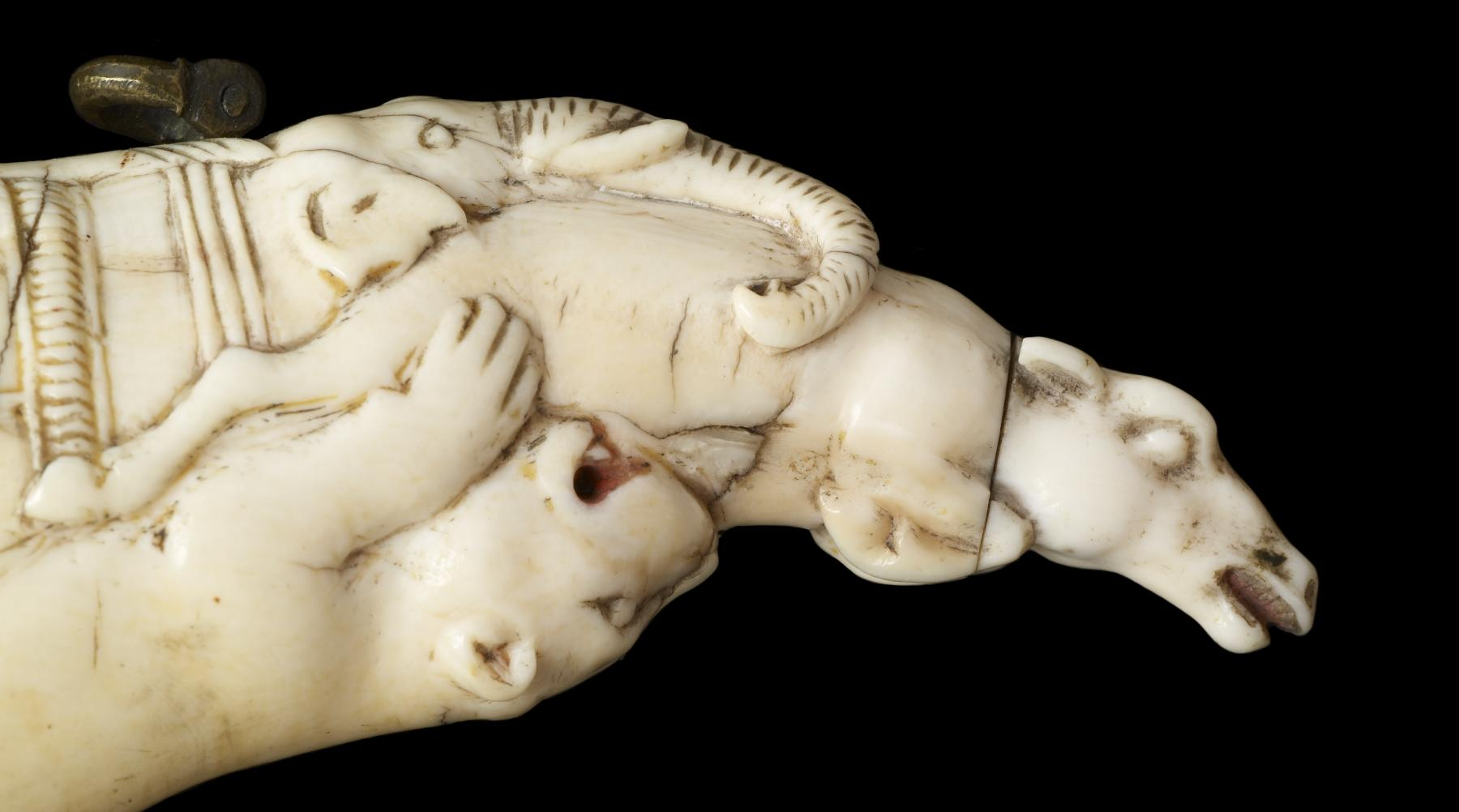
Detalle de la decoración "animal compuesto" de un frasco indio de marfil del siglo XVIII

Los frascos indios de marfil de los períodos mogol y post-moghal, considerados como frascos de amor, tienen una forma similar a un pez que refleja la punta de un colmillo ya menudo están cortados con animales (normalmente se atacan entre ellos ) en alto relieve, con los cuerpos de los animales de la redonda en la punta estrecha. Los cuerpos del cazador y de las presas están estrechamente ya menudo ilógicamente conectados, formando lo que se han llamado formas "animales compuestas", que han interesado a los historiadores del arte. La tradición india de la talla de marfil (que probablemente era censurable para los mecenas hindúes) empezó bastante tarde, aparentemente se difundió desde una serie de centros, incluida una escuela de talla desarrollada en la colonia portuguesa de Goa a partir del siglo XVI. Los frascos, desde el siglo XVII hasta principios del XIX, tienen ecos de obras mucho más antiguas al estilo Animal asociadas especialmente a la antigua Escítia, y se ha propuesto una tradición intermedia de objetos, hoy perdidos, en materiales perecederos como (en la India) la madera. . También hay vínculos evidentes con miniaturas de la pintura de Deccan. Los coleccionistas pueden utilizar el término indopersa barut-dan para los frascos de estas zonas.
Los frascos japoneses de la época Edo ( kayaku-ire ) se fabricaron con los materiales y estilos que ya estaban muy desarrollados en Japón para la decoración de pequeños objetos personales, incluidos los frascos, a menudo utilizando madera lacada, que era un material muy adecuado.       

## Galería

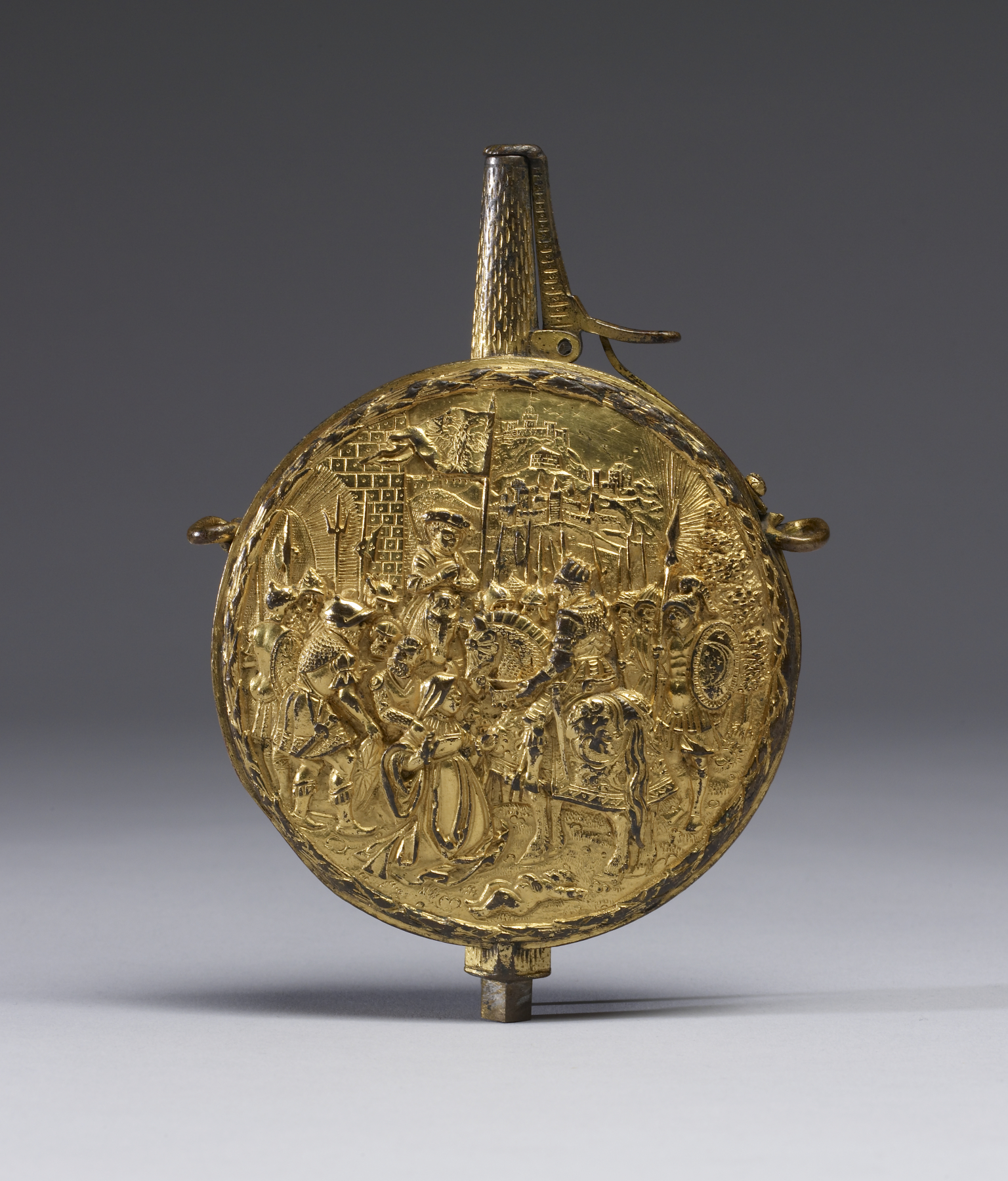
Matraz de cobre dorado alemán para la preparación de polvo con muelle y La justicia de Trajano, 1530-1550
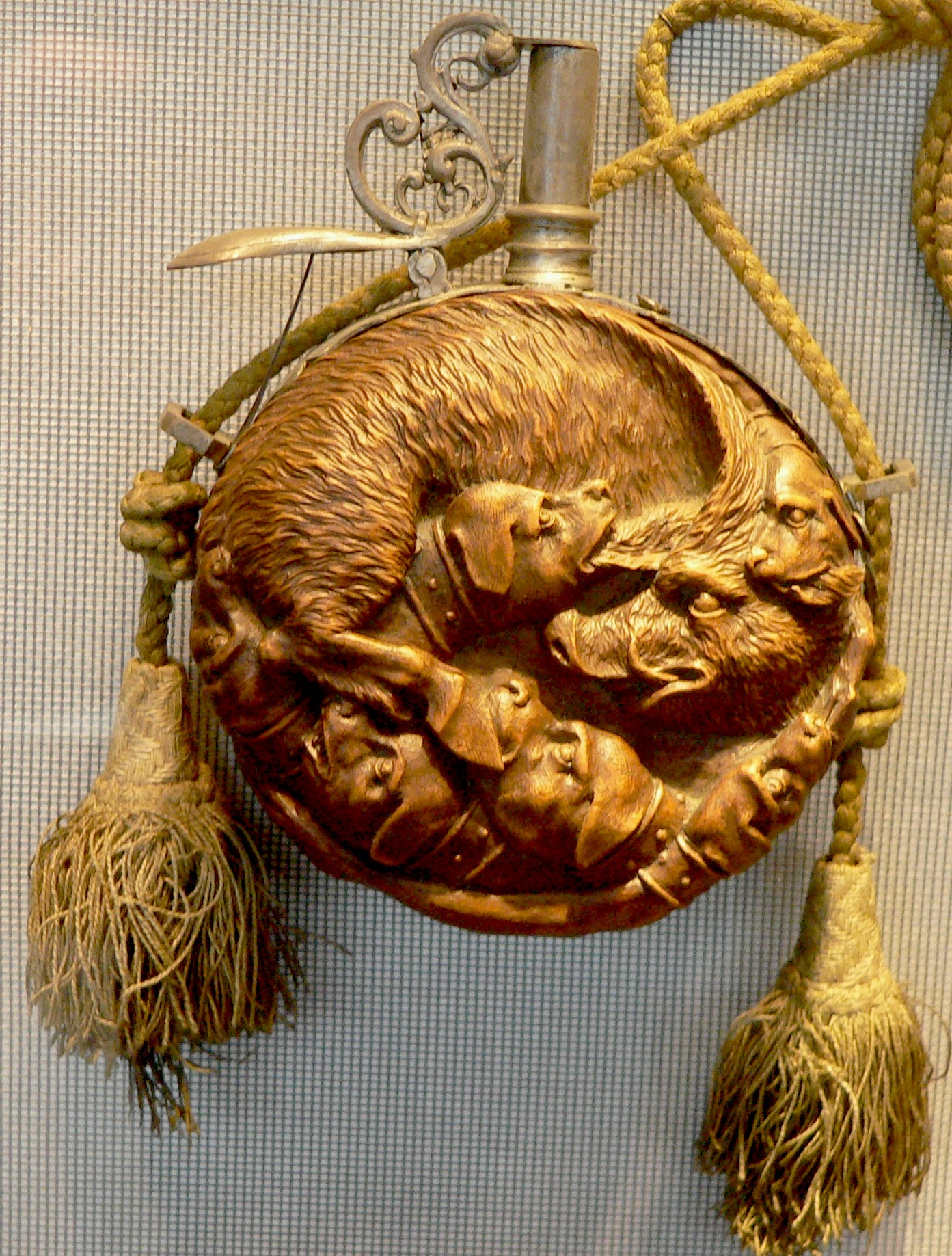
Frasco alemán del siglo XVI con perros atacando un jabalí, plata montada sobre madera
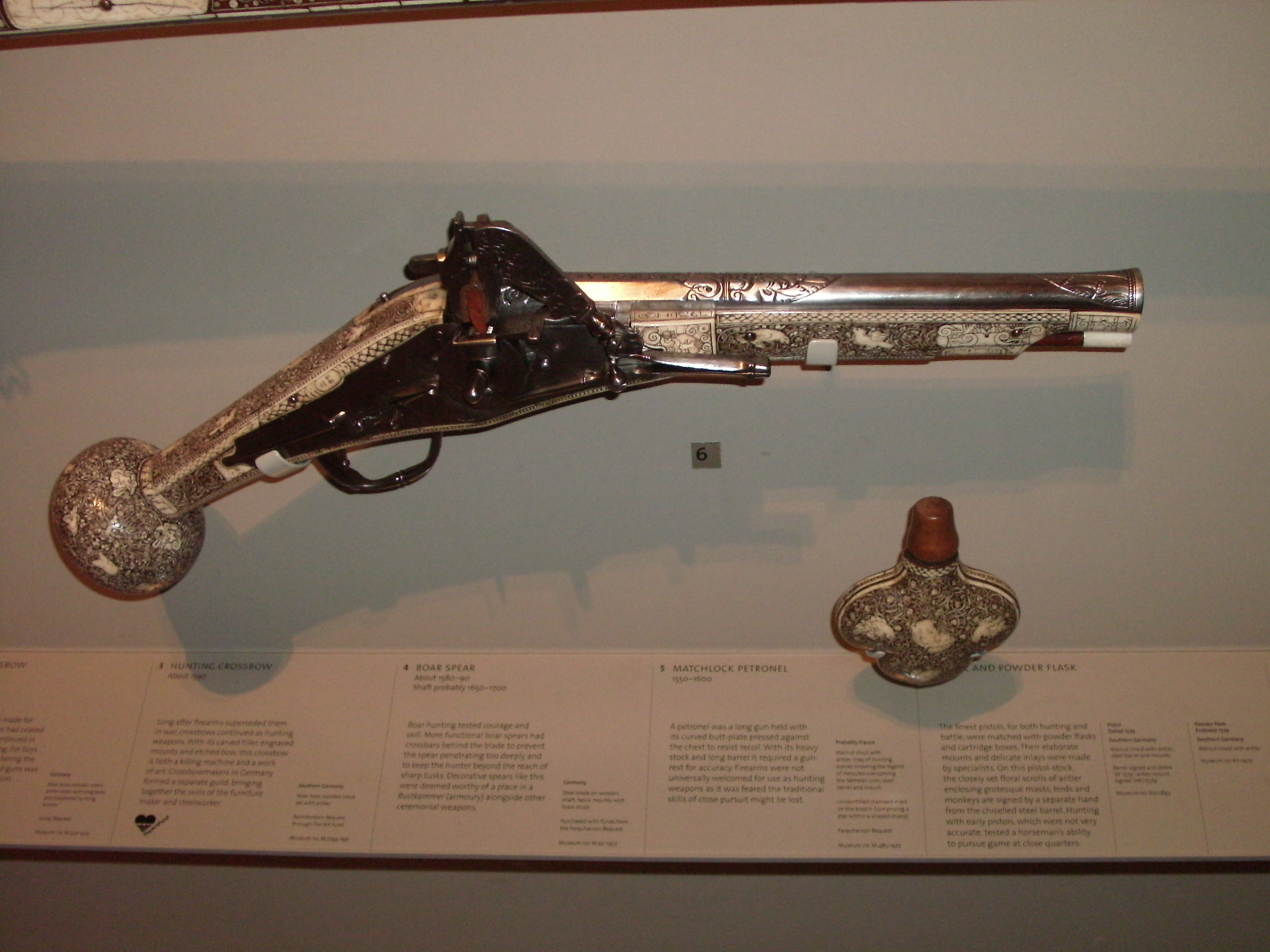
Juego de pistola y frasco alemanes, probablemente 1579, ambos decorados con incrustaciones de cornamenta finamente cortada
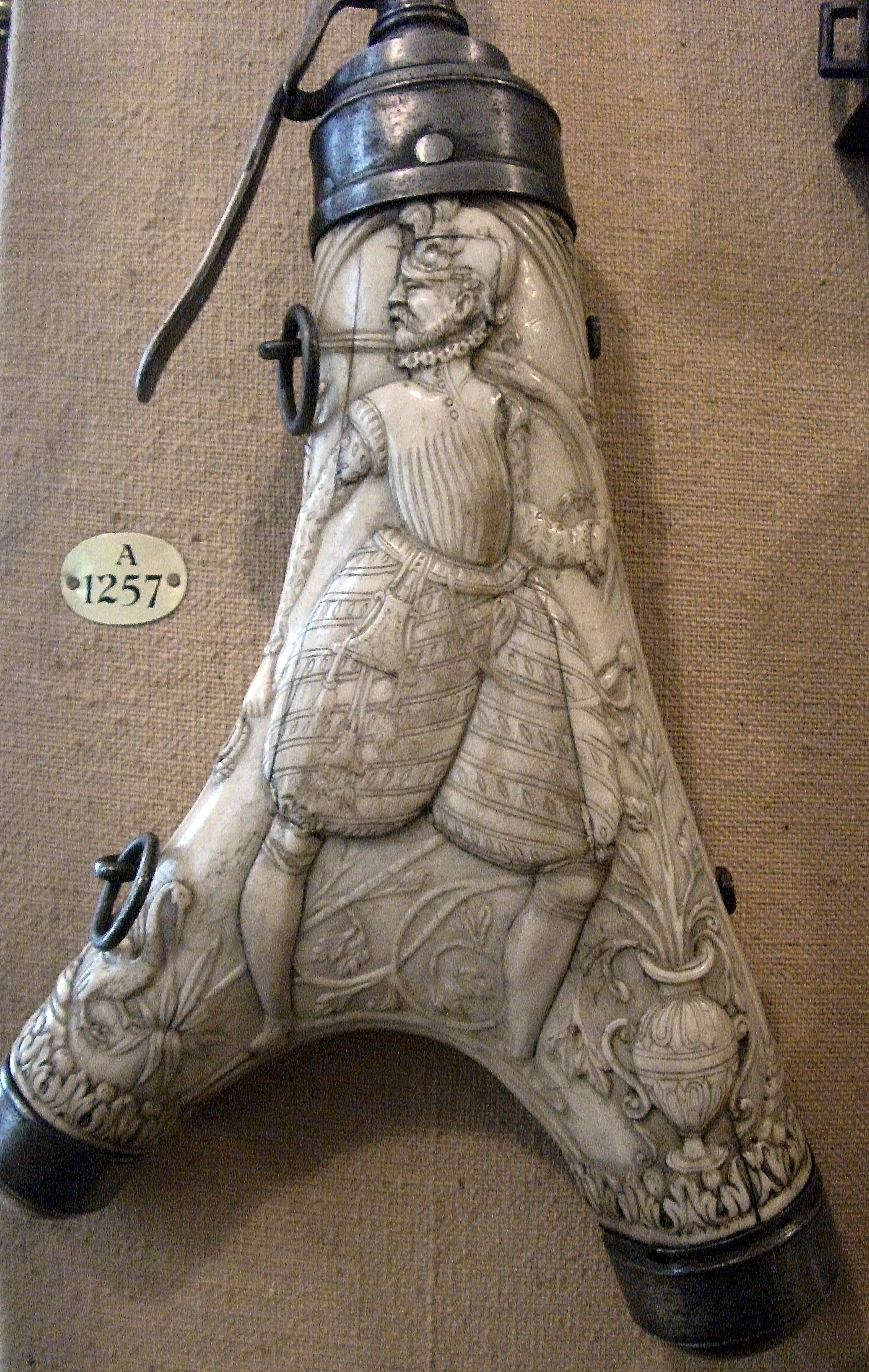
Frasco francés, c. 1590, cornamenta y acero. La figura lleva una pistola y un cuerno en el cinturón
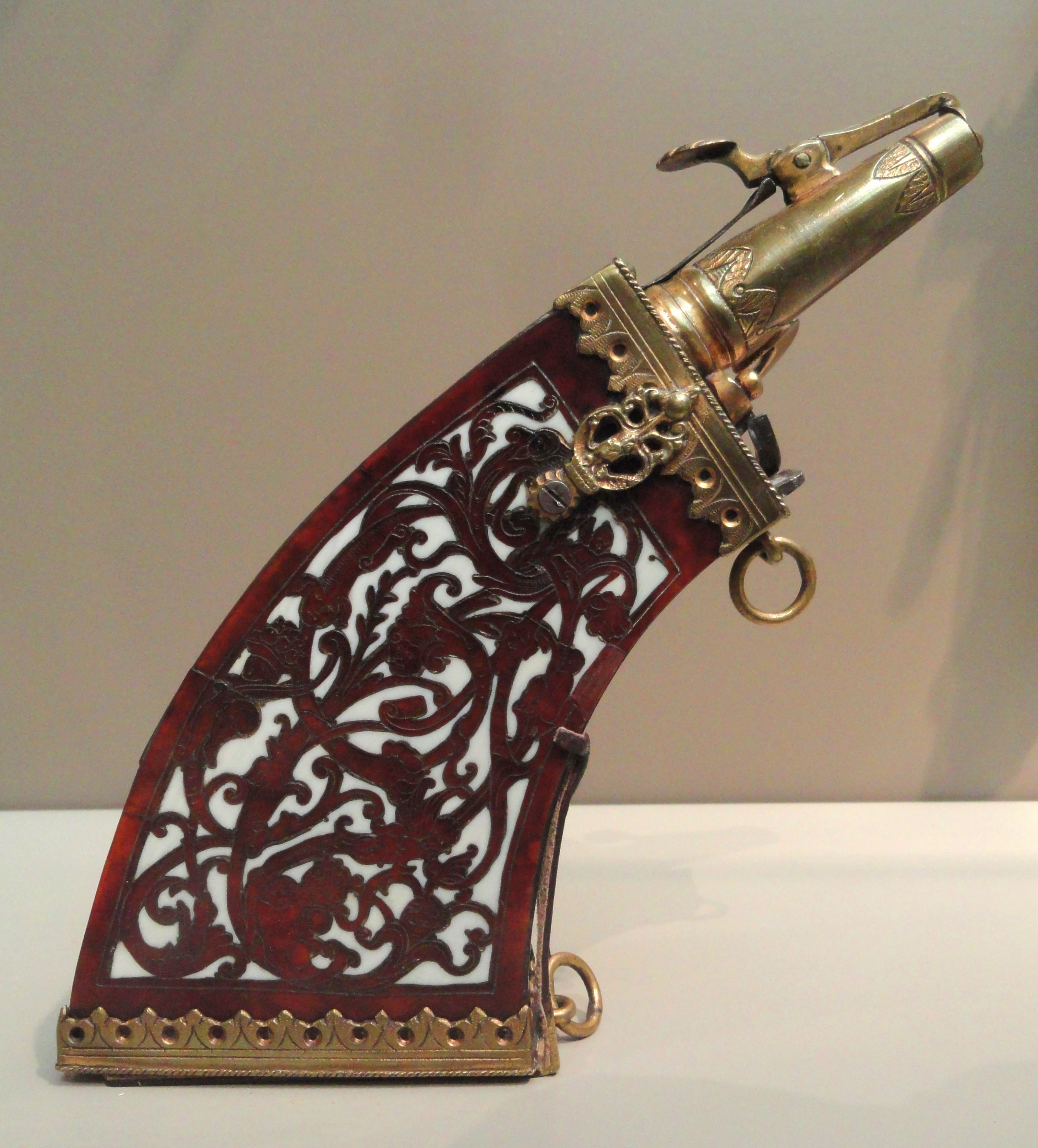
Alemán, 1630–1640, madera con caparazón de tortuga grabada
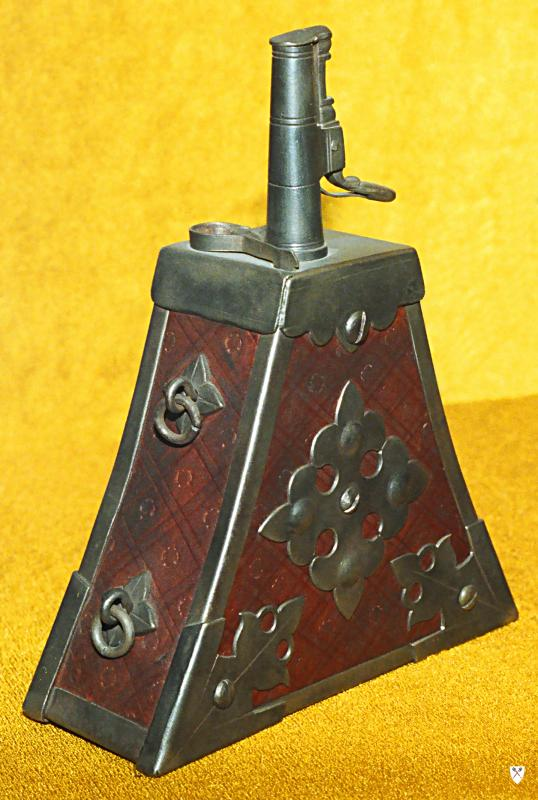
Frasco de cebar del siglo XVI o XVII, ruso (?))
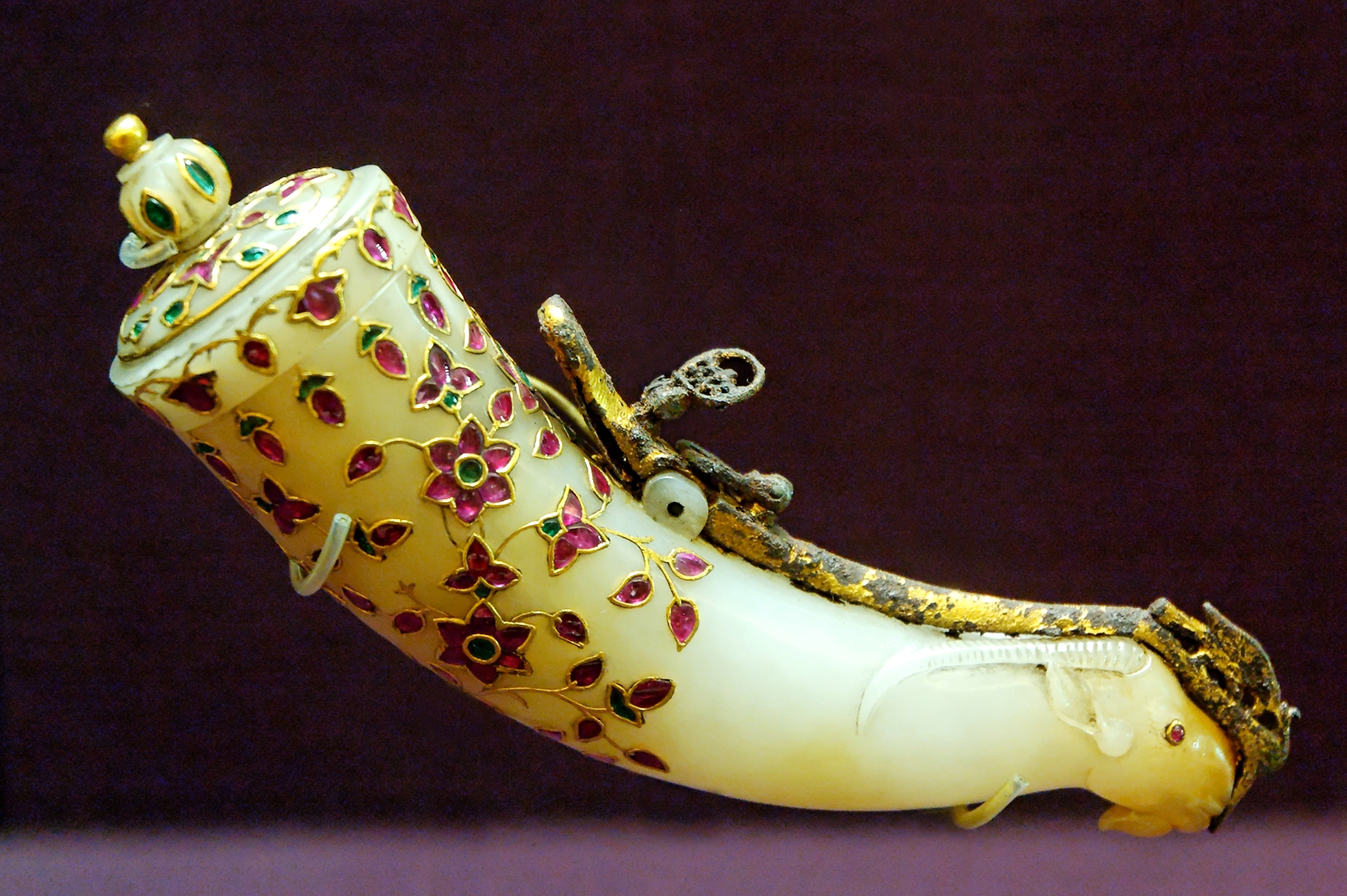
Frasco de jade incrustado de gemas mogoles; siglo XVII
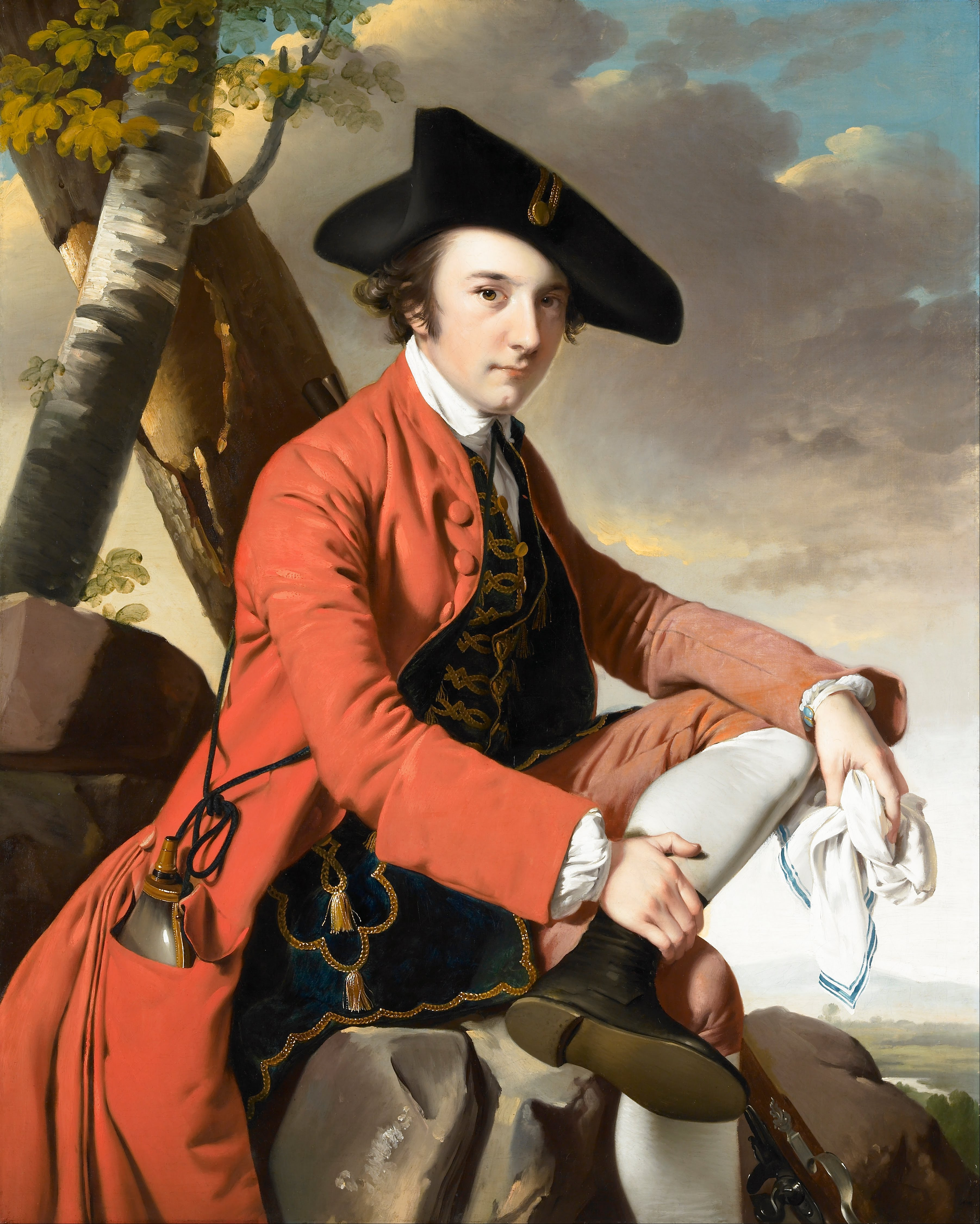
Joseph Wright de Derby, retrato de Fleetwood Hesketh, 1769. El frasco del bolsillo parece sencillo de diseño.
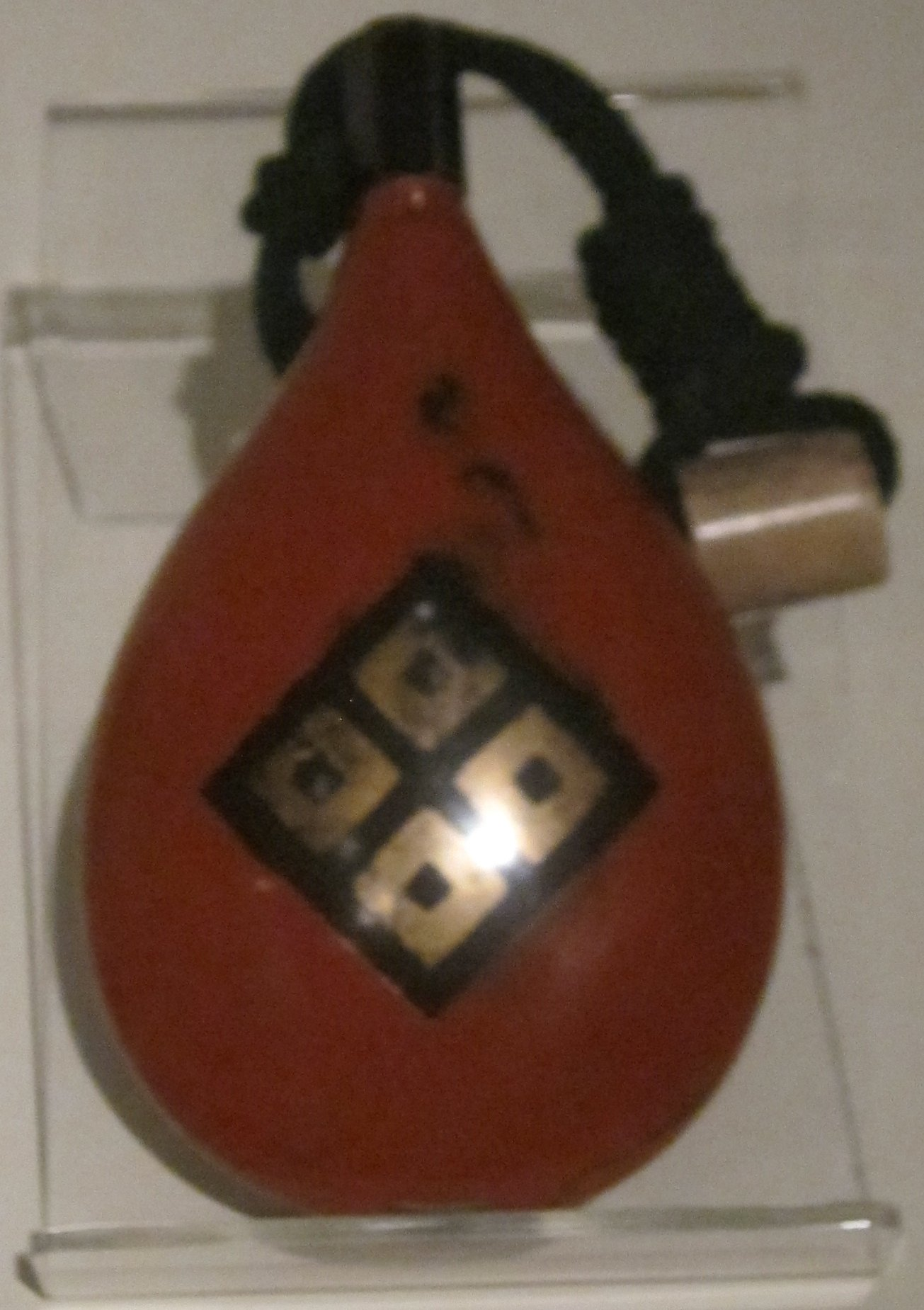
Japonés, siglo XVIII, madera lacada con incrustación de cornamenta
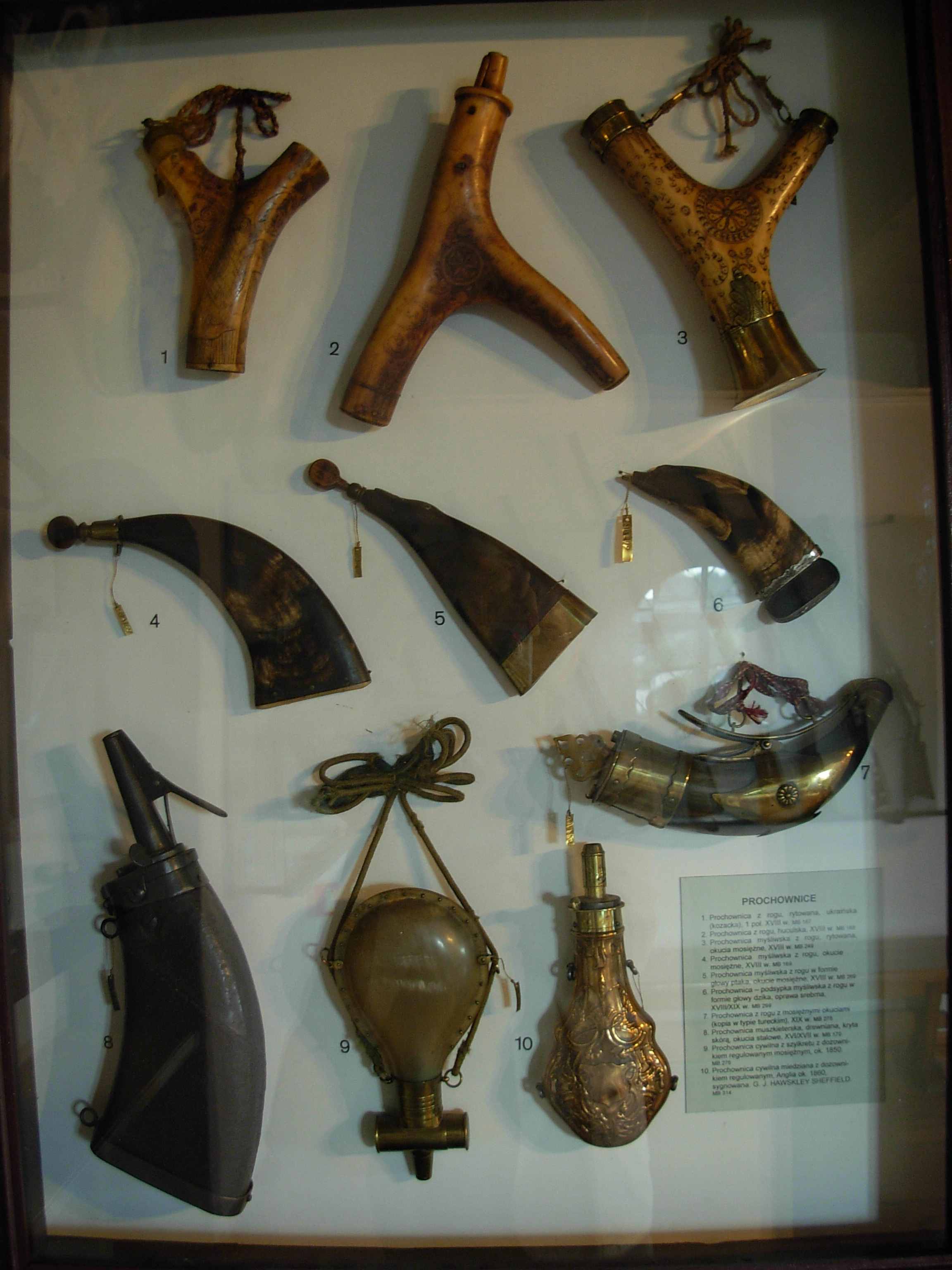
Frascos variados de Polonia, de los siglos XVIII o XIX
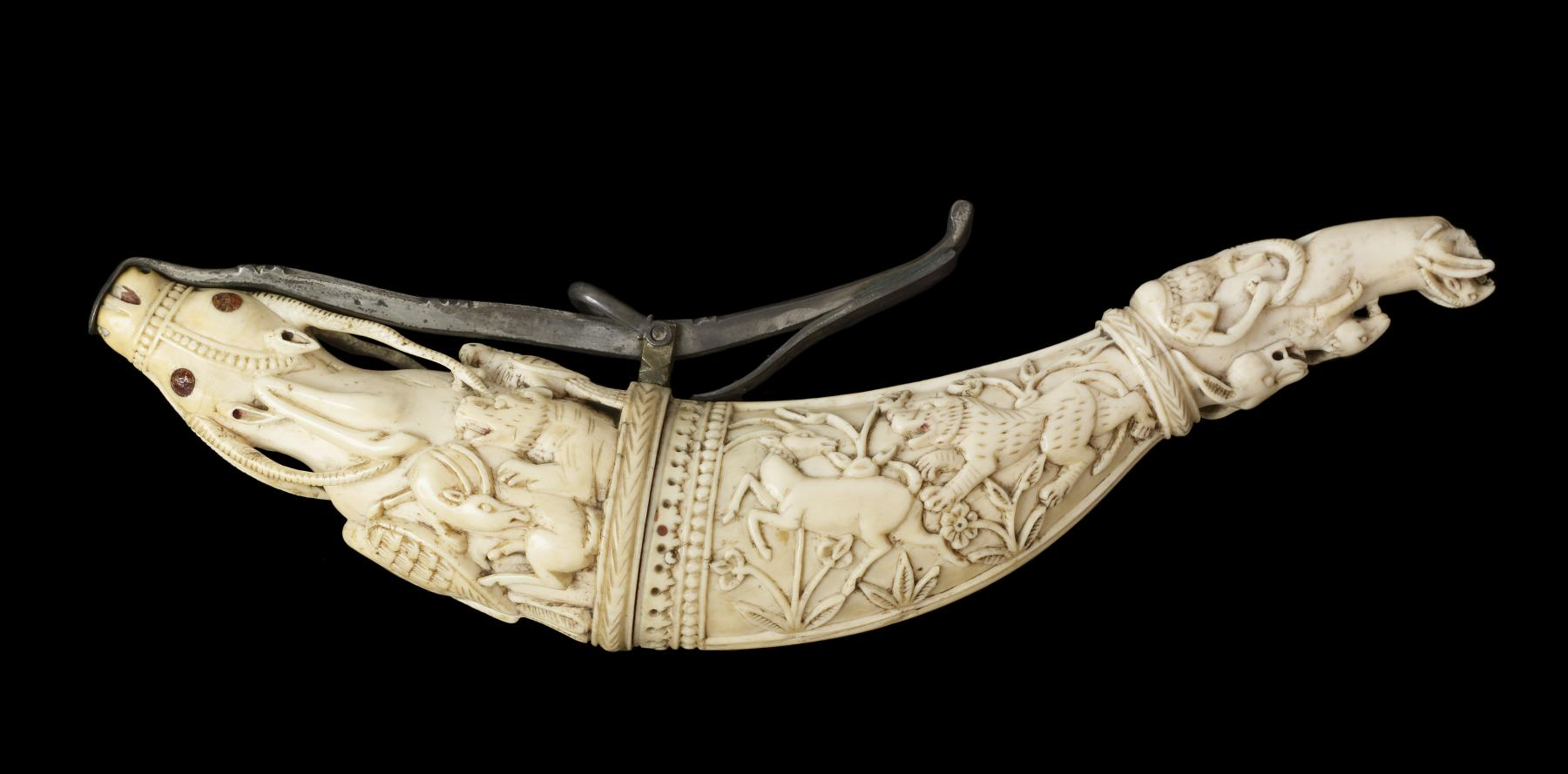
Frasco indio de marfil con dispositivo de muelle de ámbar y acero, siglo XVIII/XIX
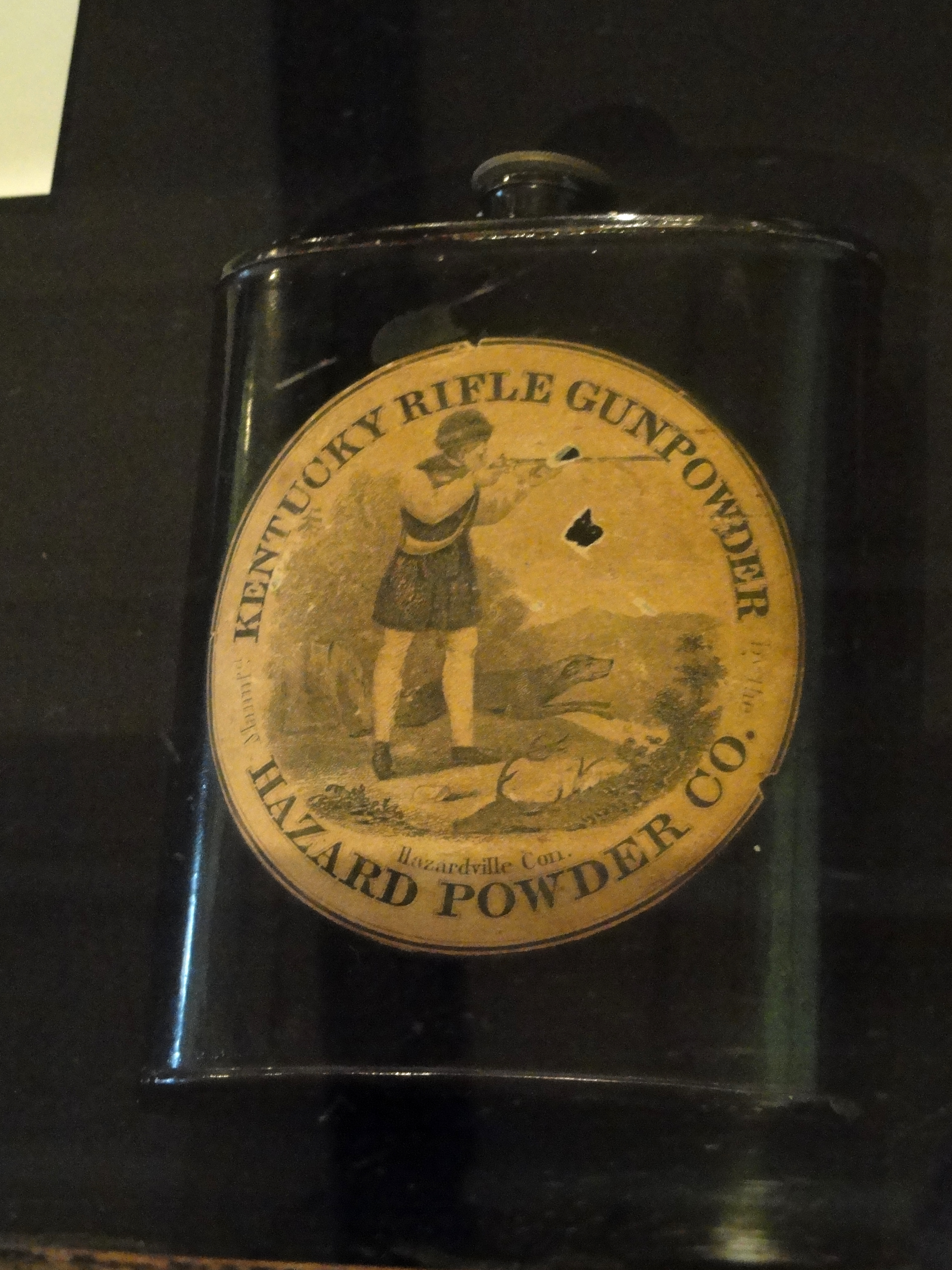
Frasco metálico de un fabricante estadounidense del siglo XIX
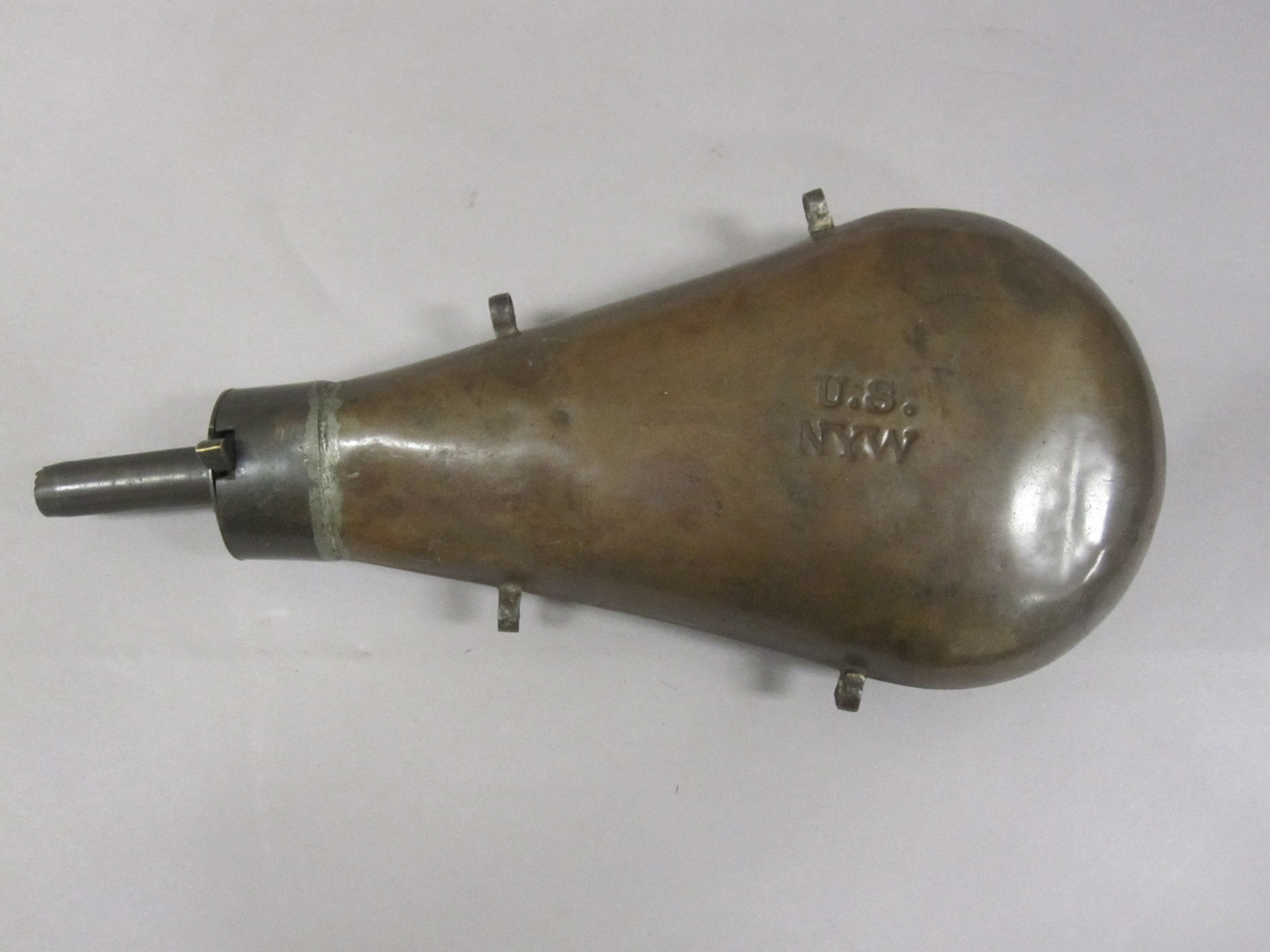
Frasco de la Armada de Estados Unidos para cebar un cañón naval; posterior a 1842
Frasco de pólvora (cuerno de pólvora) en el "Palais des Beaux-Arts" de Lille Francia